# 臺中市葫蘆墩文化中心
臺中市葫蘆墩文化中心（全銜為臺中市政府文化局葫蘆墩文化中心）是位於臺灣臺中市豐原區的公立藝文場所。其前身為「臺中縣立文化中心」，西元2010年（民國99年）12月25日臺中縣市合併並升格為直轄市，依據「葫蘆墩」為豐原的舊地名，是以將台中縣立文化中心更名為「葫蘆墩文化中心」，直接隸屬臺中市政府文化局，為大臺中地區山線最重要的文化機構。

## 歷史
- 1980年8月，臺中縣立文化中心館舍開工。
- 1983年1月1日，臺中縣立文化中心正式落成啟用。
- 1990年，臺中縣立文化中心設置「編織工藝館」。
- 2010年，臺中市縣合併，名稱變更為「臺中市立葫蘆墩文化中心」，為臺中市政府文化局所屬二級機關。
- 2013年1月1日，改為臺中市政府文化局內部單位，更名為「臺中市政府文化局葫蘆墩文化中心」。
- 2016年3月1日，臺中市立圖書館成立，原有之圖書館改制為臺中市立圖書館葫蘆墩分館。
- 2020年8月4日，演奏廳閉館進行大規模修繕，預計將演奏廳舞台懸吊系統、觀眾席及無障礙設施進行全面升級。[1]
- 2020年12月4日，演奏廳完工重新啟用。[2]

## 空間
演奏廳
舞台為鏡框式設計，觀眾席共820席（一樓501席不含身障席8席，二樓319席）。
本館
- 1樓：
  - 大廳：服務台、開放式展區
  - 演講廳：觀眾席共226席
  - 中區資源中心：戶外休憩區、多功能活動室
  - 展覽室I
  - 臺中市立圖書館葫蘆墩分館：流通服務台、嬰幼兒區、圖書認證區、兒童區、樂齡區、期刊報紙區

- 2樓：
  - 展覽室II
  - 開架閱覽區

- 3樓：
  - 中區資源中心
  - 視聽區
  - 藝術工坊A
  - 編織體驗區
  - 展覽室III、IV、V

- 4樓：
  - 展覽室Ⅵ
  - 辦公區
  - 研習教室
  - 藝術工坊B、C
  - 簡報室
  - 自修室
  - 視聽室
  - 辦公區

戶外廣場
停車場
- 汽車停車格：共69格位。
- 機車、自行車停車棚

## 組織
- 主任
  - 秘書
    - 推廣股
    - 展演股

## 參觀資訊
- 地址：臺灣臺中市豐原區圓環東路782號
- 電話：04-25260136
- 館室開放時間[4]
  - 一樓
    - 圖書館(兒童區、期刊報紙區)：週二~週六 08:30~21:00，週日 08:30~17:30
    - 文創交流展覽區：週二~週日 09:00~17:30

  - 二樓
    - 圖書館(開架閱覽區)：週二~週六 08:30~21:00，週日 08:30~17:30
    - 展覽室Ⅱ：週二~週日 09:00~17:30

  - 三樓
    - 圖書館(青少年區、電腦網路區)	週二~週六 08:30~21:00，週日 08:30~17:30
    - 展覽室Ⅲ：週二~週日 09:00~17:30
    - 展覽室Ⅴ：週二~週日 09:00~17:30

  - 四樓
    - 展覽室Ⅵ：週二~週日 09:00~17:30
    - 自修室：週二~週六 08:30~21:00，週日 08:30~17:30

## 交通
- 葫蘆墩文化中心位於圓環東路北陽路口

臺中市市區公車
葫蘆墩文化中心
- 豐原客運：90、91、206、207、208、209、235
- 中台灣客運：152

## 外部連結
- 臺中市葫蘆墩文化中心 （页面存档备份，存于）
- 臺中市立圖書館葫蘆墩分館簡介 （页面存档备份，存于）